# Tổng đốc Lưỡng Quảng
Tổng đốc Lưỡng Quảng (chữ Hán: 兩廣總督, Lưỡng Quảng tổng đốc) là chức quan cao nhất cả về quân sự lẫn dân sự, của địa phương bao gồm hai tỉnh Quảng Đông và Quảng Tây của Trung Quốc thời Nhà Minh và Nhà Thanh. Quan phủ đặt tại Quảng Châu (Quảng Đông) tuy nhiên có một thời gian từ 1655 đến 1663 lại đặt tại Ngô Châu (Quảng Tây).

## Lịch sử

### Nhà Minh
Năm Cảnh Thái thứ 3 (1452), Vu Khiêm tấu lên Minh đế đề nghị thành lập chức vụ Lưỡng Quảng tổng đốc, do Vương Cao thủ nhậm, tổng quản mọi việc quân vụ. Nhiệm sở bấy giờ chưa được cố định.
Năm 1465, Hàn Ung được bổ nhiệm làm Tả đô Ngự sử, kiêm Đề đốc Lưỡng Quảng quân vụ, trú sở được đặt tại Ngô Châu. Đến năm 1469, Phủ Tổng đốc Lưỡng Quảng được thiết lập tại Ngô Châu, Hàn Ung thăng làm Tổng đốc. Từ đó định chế Tổng đốc Lưỡng Quảng được xác lập.

### Nhà Thanh
Năm 1644, năm thứ nhất thời Thuận Trị, Nhà Thanh đặt ra chức tổng đốc Quảng Đông. Vị quan này kiêm cả quản lý Quảng Tây.
Năm 1663, chức tổng đốc Quảng Tây được đặt ra nhưng năm 1664 thì chức này bị bãi bỏ. Tổng đốc Quảng Đông tiếp tục kiêm quản lý Quảng Tây.
Năm 1723 lại tách thành hai chức tổng đốc hai tỉnh để rồi cuối năm lại nhập thành một.
Năm 1729, nhằm thống nhất quyền chỉ đạo quân sự miền Tây Nam để đàn áp cuộc khởi nghĩa của người Miêu, Quảng Tây chuyển sang quyền quản lý của tổng đốc Vân Quý.
Năm 1734, Quảng Tây trở lại quyền quản lý của tổng đốc Quảng Đông rồi chức này được đổi tên thành tổng đốc Lưỡng Quảng.
Năm 1844, nhằm thống nhất hoạt động quản lý vùng phía Nam đang bị phương Tây nhòm ngó, Nhà Thanh quyết định để Khâm Sai Đại Thần (người phụ trách quan hệ với nước ngoài ở phía Nam) kiêm chức tổng đốc Lưỡng Quảng.
Năm 1905, tổng đốc Lưỡng Quảng kiêm luôn chức tuần phủ Quảng Đông.

## Danh sách Tổng đốc Lưỡng Quảng
1. Vương Cao (1452-1453)
2. Hàn Ung (1469-?)
3. Tần Hoành (1489-?)
4. Đặng Đình Toản (1495-1497)
5. Phan Phiên (1501-?)
6. Hùng Tú (1506-?)
7. Chu Nam (1514-1515)
8. Trần Kim (1515-1519)
9. Trương Niết (?-?)
10. Trương Đỉnh (1522-?)
11. Diêu Mạc (1525-?)
12. Vương Thủ Nhân (1527-1529)
13. Trương Kinh (1531-?)
14. Dao Hài (?-?)
15. Bao Tượng Hiền (?-?)
16. Trương Nhạc (1531-?)
17. Ngô Quế Phương (1563-1566)
18. Đàm Luân (1567-1568)
19. Trương Hãn (1568-1569)
20. Lưu Đảo (1569-1570)
21. Lý Thiên (1570-1571)
22. Ân Chánh Mậu (1571-1575)
23. Lăng Vân Dực (1575-1578)
24. Lưu Nghiêu Hối (1579-1581)
25. Lý Thế Phụng (1656-1668)
26. Ma Lặc Cát(1668-1673)
27. A Tịch Hy (1673-1681)
28. Vu Thành Long (1681-1684)
29. Vương Tân Mệnh (1684-1687)
30. Đổng Nột (1687-1688)
31. Phu Lạp Tháp (1688-1694)
32. Phạm Thừa Huân (范承勋) (1694-1698)
33. 1698-1700: Trương Bằng Cách (张鹏翮)
34. 1700-1706: A Sơn (阿山)
35. 1706-1709: Thiệu Mục Bố (邵穆布)
36. 1709-1712: Cát Lễ (噶礼)
37. 1712: Lang Đình Cấp (郎廷极)
38. 1712-1717: Hách Thọ (赫寿)
39. 1717-1722: Trường Đỉnh (长鼎)
40. 1722-1726: Tra Bật Nạp (查弼纳)
41. 1726-1730: Phạm Thời Dịch (范时绎)
42. 1730: Sử Di Trực (史贻直)
43. Doãn Kế Thiện (尹继善) (1730-1732)
44. 1732-1733: Ngụy Đình Trân (魏廷珍)
45. 1733: Cao Ký Trác (高其倬)
46. 1733-1737: Triệu Hoành Ân (赵宏恩)
47. 1737: Khương Phục (庆复)
48. 1737-1739: Na Tô Đồ (那苏图)
49. 1739-1740: Hác Ngọc Lân[1]  (郝玉麟)
50. 1740-1741: Dương Siêu Tăng (杨超曾)
51. 1741-1742: Na Tô Đồ (那苏图)
52. 1742-1743: Đức Bái (德沛)
53. Doãn Kế Thiện (尹继善) (1743-1748)
54. Thạc Sắc (碩色) (1848-1850)[2]
55. Trần Đại Thụ[2] (陳大受) (1750-1751)
56. A Lý Cổn (阿里袞) (1751-1753)
57. Sách Lăng (策楞) (1753-1754)
58. Dương Ứng Cư (楊應琚) (1754-1757)
59. Hạc Niên (鶴年) (1757-1758)
60. Lý Thị Nghiêu (李侍堯) (1758-1761)[2]
61. Tô Xương (蘇昌) (1761-1764)
62. Lý Thị Nghiêu (1764-1777)[2]
63. Thư Thường (舒常) (1779 - 1785)
64. Tôn Sĩ Nghị (孫士毅) (1785, 7 tháng)
65. Phú Lặc Hồn (富勒渾) (1785 - 1786)
66. Tôn Sĩ Nghị (1786 - 1789)
67. Phúc Khang An (1789 - 1794)
68. Trường Lân (長麟) (1794-1796)
69. Cát Khánh (吉慶) (1796 - 1802)[2]
70. Oa Thập Bố (倭什布) (1803-1804)[2]
71. Ngô Hùng Quang[1] (吳熊光) (1805-1809)
72. Bách Linh (百齡) (1809-1811)
73. Tưởng Du Tiêm (蔣攸銛) (1811-1817)
74. Nguyễn Nguyên (阮元) (1817 - 1826)
75. Lý Hồng Tân[2] (李鴻賓) (22 tháng 6 năm 1826 - 14 tháng 9 năm 1832)
76. Lư Khôn[2] (盧坤) (14 tháng 9 năm 1832 - 15 tháng 10 năm 1835)
77. Đặng Đình Trinh (鄧廷楨) (1835 - 1840)
78. Lâm Tắc Từ (林則徐) (1840)
79. Kỳ Thiện (琦善) (1840 - 1841)
80. Kỳ Anh (耆英) (1844-1848)
81. Từ Quảng Tấn (1848 - 1852)
82. Diệp Minh Sâm: 1852-1858
83. Hoàng Tông Hán (1858-1859)
84. Vương Khánh Vân(Tháng 5 năm 1859 - Tháng 10 năm 1859)
85. Lao Sùng Quang (1859 - 1860)
86. Tăng Quốc Phiên[cần dẫn nguồn] (1860 - 1864)
87. Mã Tân Di[cần dẫn nguồn] (1864 - 1865)
88. Thụy Lân (1865 - 1869)
89. Mã Tân Di[cần dẫn nguồn] (1869 - 1870)
90. Tăng Quốc Phiên (1870 - 1872)
91. Thụy Lân (1865-1874)
92. Dịch Hân (1874-1875)
93. Lưu Khôn Nhất (1875-1879)
94. Trương Thụ Thanh (張樹聲) (1879-1882)
95. Tăng Quốc Thuyên (曾國荃) (1882 - 1883)
96. Trương Thụ Thanh (1883 - 1884)
97. Trương Chi Động (22 tháng 5 năm 1884 - 8 tháng 8 năm 1889)
98. Lý Hồng Chương (1889 - 1902)
99. Đào Mô (陶模) (1902 - 1903)
100. Sầm Xuân Huyên (岑春煊) (1903 - 1906)
101. Chu Phức (周馥) (1906 - 1907)[3]
102. Trương Nhâm Tuấn (張人駿) (1907-1909)
103. Trương Nhâm Tuấn[4] (1909 - 1910)
104. Trương Minh Kỳ (張鳴岐) (1910 - 1911)
105. Lý Chuẩn (李準) (tạm quyền tổng đốc Lưỡng Quảng Nhà Thanh, bàn giao Quảng Châu cho cách mạng Tân Hợi) (26 tháng 11 năm 1911)
106. Long Tế Quang[cần dẫn nguồn] (1913 - 1917)